# Canton de Roanne-Nord
Le canton de Roanne-Nord est une ancienne division administrative française située dans le département de la Loire et la région Rhône-Alpes.

## Histoire
Canton créé en 1973.
Depuis le nouveau découpage territorial de la Loire par décret du 26 février 2014, la commune de Mably a rejoint le canton de Roanne-1. Les communes de La Bénisson-Dieu et de Briennon ont rejoint le canton de Charlieu.

## Représentation

### Conseillers généraux de l'ancien canton de Roanne (jusqu'en 1973)
| Période | Période      | Identité                        | Étiquette                   | Qualité |
| ------- | ------------ | ------------------------------- | --------------------------- | --- |
| 1833    | 1848         | Jean-Marc Gubian                |                             | Médecin, maire de Roanne (1836-1845), puis sous-préfet                                                                                                |
| 1848    | 1852         | Joseph Devillaine               |                             | Propriétaire, maire de Roanne (1848) |
| 1852    | 1858         | Alphonse Jules Michon du Marais | Majorité dynastique         | Colonel dans la Garde Nationale de Roanne Député (1852-1863)                                                                                          |
| 1858    | 1867         | Gaspard Berthaud                | Majorité dynastique         | Procureur impérial à Roanne |
| 1867    | 1871         | Charles Boullier                | Majorité dynastique         | Maire de Roanne (1860-1870) |
| 1871    | 1889         | Honoré Audiffred                | Républicain                 | Avocat puis sous-préfet Député (1879-1904) - Sénateur (1894)                                                                                          |
| 1889    | 1894 (décès) | Antony Auboyer                  | Républicain puis Socialiste | Propriétaire et ingénieur civil Maire de Roanne (1888-1892)                                                                                           |
| 1894    | 1901         | Edouard Fortier-Beaulieu        | Républicain                 | Tanneur à Roanne |
| 1901    | 1907         | Joanny Augé, dit Ogée           | Socialiste (POF)            | Artisan charron puis épicier puis hôtelier Maire de Roanne (1896-1908) Député (1905-1906)                                                             |
| 1907    | 1919         | Gilbert Laurent                 | Républicain                 | Docteur en médecine - Député (1906-1924) Conseiller municipal de Roanne                                                                               |
| 1919    | 1940         | Albert Sérol                    | SFIO                        | Avocat Député Maire de Roanne (1919-1940) Ministre (1938-1940)                                                                                        |
|         |              |                                 |                             | |
| 1943    | 1945         | Jean Ponchon                    |                             | Conseiller municipal de Roanne Nommé conseiller départemental en 1943                                                                                 |
|         |              |                                 |                             | |
| 1945    | 1951         | Auguste Dourdein                | SFIO                        | Fondé de pouvoir Maire de Roanne (1944-1952) |
| 1951    | 1970         | Paul Pillet                     | UDSR puis CD                | Administrateur Maire de Roanne (1959-1977) Député (1958-1967)                                                                                         |
| 1970    | 1973         | Alain Terrenoire                | UDR                         | Ancien secrétaire général adjoint du groupe de l'union démocratique du Parlement européen Député (1967-1978) Élu en 1973 dans le canton de Roanne-Sud |

### Conseillers d'arrondissement du canton de Roanne (de 1833 à 1940)
| Période                                  | Période      | Identité                         | Étiquette               | Qualité |
| ---------------------------------------- | ------------ | -------------------------------- | ----------------------- | --- |
| 1833                                     | 1839         | Joseph Alcock                    | Opposition              | Président du Tribunal civil de Roanne, député (1830-1832, 1839-1842 et 1848-1849) Élu conseiller général du canton de Saint-Haon-le-Châtel en 1839 |
|                                          |              |                                  |                         | |
| 1861                                     | 1867         | M. Barge                         |                         | |
| 1867                                     | 1870         | Jean Baptiste Poyet              |                         | Docteur-médecin, maire de Pouilly-les-Nonains |
|                                          |              |                                  |                         | |
|                                          | 1882 (décès) | Claude Marie Peillon (1815-1882) |                         | Maitre de poste, propriétaire, maire de Riorges |
|                                          |              |                                  |                         | |
| 1919                                     | 1928         | Claude Traclet                   | SFIO puis SFIC puis DVG | Cultivateur puis assureur, maire de Lentigny |
| 1930                                     | 1937         | Antonin Jouhannet (1871-1949)    | SFIO                    | Ouvrier tisseur, conseiller municipal de Roanne |
| 1937                                     | 1940         | Antoine Fondry                   | SFIO                    | Instituteur, premier adjoint au maire de Roanne Révoqué par le Gouvernement de Vichy                                                               |
| 1940                                     |              |                                  |                         | Les conseils d'arrondissement ont été suspendus par la loi du 12 octobre 1940 et n'ont jamais été réactivés                                        |
| Les données manquantes sont à compléter. |              |                                  |                         | |

### Conseillers généraux du canton de Roanne-Nord (de 1973 à 2015)
| Période | Période | Identité         | Étiquette          | Qualité |
| ------- | ------- | ---------------- | ------------------ | --- |
| 1973    | 1979    | Paul Pillet      | Centriste puis CDS | Administrateur de sociétés Sénateur (1974-1983) Maire de Roanne (1959-1977)                                                                                       |
| 1979    | 1992    | Paul Desroches   | PCF                | Maire de Mably (1977-1995) |
| 1992    | 1998    | Yves Nicolin     | UDF                | Avocat - Député (1993-2017) Ancien Conseiller municipal de Riorges Maire de Roanne (2001-2008) et depuis 2014 Président de Grand-Roanne-Agglomération (2001-2008) |
| 1998    | 2015    | Alain Guillemant | PS                 | Enseignant - Conseiller municipal de Roanne |

## Composition
Le canton de Roanne-Nord se composait d’une fraction de la commune de Roanne et de trois autres communes. Il comptait 32 466 habitants (population municipale) au 1er janvier 2012.
| Nom                | Code Insee | Intercommunalité               | Population (dernière pop. légale)               |
| ------------------ | ---------- | ------------------------------ | ----------------------------------------------- |
| Roanne (chef-lieu) | 42187      | CA Roannais Agglomération      | Fraction : 22 684(2012) Commune : 35 200 (2014) |
| La Bénisson-Dieu   | 42016      | CC Charlieu-Belmont Communauté | 427 (2014)                                      |
| Briennon           | 42026      | CC Charlieu-Belmont Communauté | 1 709 (2014)                                    |
| Mably              | 42127      | CA Roannais Agglomération      | 7 678 (2014)                                    |

## Démographie
| 1962 | 1968 | 1975 | 1982 | 1990 | 1999   | 2009 |
| ---- | ---- | ---- | ---- | ---- | ------ | ---- |
| -    | -    | -    | -    | -    | 34 127 | -    |